# Hesper
Hesper (fostă Steaua Roșie) este o companie producătoare de echipament, aparatură și instalații hidraulice din România, înființată în anul 1877.
Compania produce de asemenea și componente pentru mașini agricole, utilaje mobile, pentru industria metalurgică și siderurgică, componente auto, instalații de vacuum, dotări simple sau complexe de asigurare împotriva efracției, echipament de încălzire.
Număr de angajați:
- 2009: 230[2]
- 1991: 2.400[2]

Cifra de afaceri în 2008: 5 milioane euro

## Istoric
În prima etapă fabrica producea focoasele necesare armatei române, utilizând mașini aduse din străinătate.
Producția devine treptat din ce în ce mai diversificată, în jurul anului 1900 fabrica producând, spre exemplu, grinzi și șarpante pentru extinderea Castelului Peleș.
În 1906 - 1907, fabrica construiește podul de la Topolnița, fiind prima industrie privată din Regat care proiectează și construiește în întregime un pod de cale ferată.
De asemenea uzinele produc în această perioadă instalații de încălzire centrală pentru clădiri industriale precum și pentru majoritatea clădirilor civile ale statului.
La sfârșitul acestei perioade, în 1912, anul publicării noii legi de încurajare a industriei, fabrica ajunge la un număr de 500 de angajați.
În perioada 1915 - 1916 producția revine la comenzile pentru armată fiind concentrată pe pontoane, afete pentru tunuri și obuziere, etuve pentru dezinfectare, diverse aparate și instalații pentru Pirotehnia Armatei și Pulberăria Armatei Dudești.
În anii 1950 încep să se producă și instalații de ridicat și utilaje pentru industria construcțiilor.
În 1974 are loc o schimbare calitativă în profilul de fabricație, prin începerea producției de aparatură și instalații hidraulice, iar în 1985 pompe de vid și echipamente pentru centrale nucleare.
În 1991 unitatea se transformă în societate pe acțiuni, iar vechea denumire „Steaua Roșie” se modifică în HESPER.